# Rob Amster
Rob Amster (* 21. Oktober 1964; †  November 2013) war ein US-amerikanischer Jazzmusiker (Kontrabass, E-Bass).

## Leben und Wirken
Amster, der aus dem mittleren Westen der USA stammt, studierte am Berklee College of Music und an der University of Miami; seine Karriere begann er mit zwanzig Jahren in der Bigband von Buddy Rich, mit dem erste Aufnahmen entstanden; außerdem arbeitete er in dieser Zeit mit Dizzy Gillespie und Milt Jackson. In den folgenden Jahren spielte er u. a. mit Brad Goode, Paquito D’Rivera, Fareed Haque (Voices Rising), Joe Lovano, Laurence Hobgood und Howard Levy, bevor er 1995 langjähriges Mitglied der Begleitband von Kurt Elling wurde; schon zuvor wirkte er bei dessen Blue-Note-Debütalbum Close Your Eyes (1994) mit. Daneben spielte er mit Maynard Ferguson, Larry Coryell, Von Freeman, John Scofield, Jack DeJohnette, Steve Coleman und Chico Freeman. Amster unterrichtete am College of Performing Arts der Roosevelt University und im Jazz Mentor Programm des Ravinia Festivals in Chicago.
Im Bereich des Jazz war er zwischen 1988 und 2007 an 35 Aufnahmesessions beteiligt.